# Moody (Texas)
Moody is een plaats (city) in de Amerikaanse staat Texas, en valt bestuurlijk gezien onder McLennan County.

## Demografie
Bij de volkstelling in 2000 werd het aantal inwoners vastgesteld op 1400.
In 2006 is het aantal inwoners door het United States Census Bureau geschat op 1395, een daling van 5 (-0,4%).

## Geografie
Volgens het United States Census Bureau beslaat de plaats een oppervlakte van
2,2 km², geheel bestaande uit land. Moody ligt op ongeveer 207 m boven zeeniveau.

## Plaatsen in de nabije omgeving
De onderstaande figuur toont nabijgelegen plaatsen in een straal van 20 km rond Moody.